# Gregor Köhler

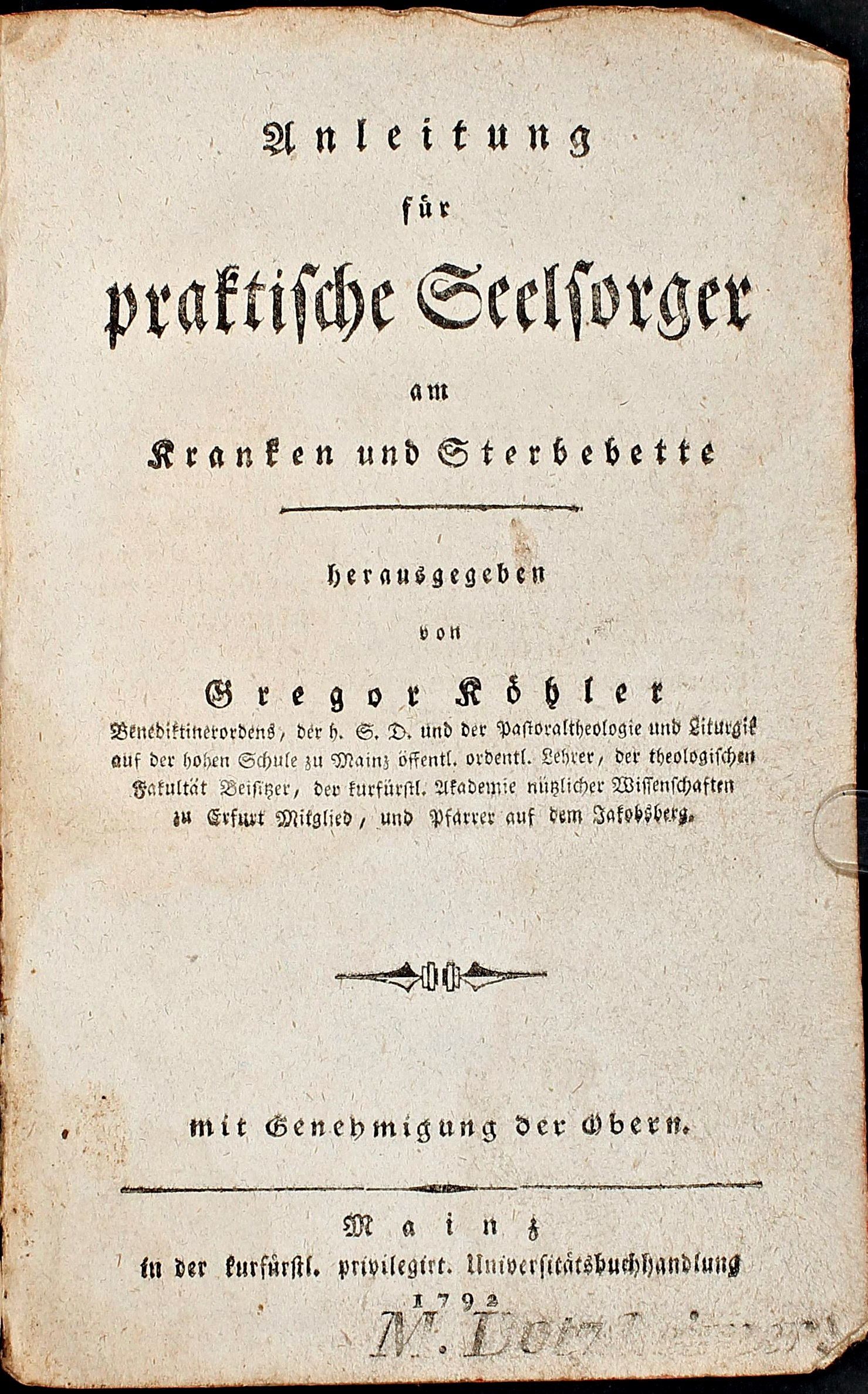
Buchtitelblatt, 1792

Gregor Köhler (* 2. Februar 1733 in Weitersweiler als Johann Stephan Köhler; † 1819 in Mainz) war ein deutscher Benediktinerpater und Theologe.

## Leben
Köhler trat 1751 in den Benediktinerorden ein und absolvierte ein Studium der Theologie an der Universität Mainz. 1756 erfolgte seine Priesterweihe. Anschließend wurde er Seelsorger der Mainzer Garnison. An der Mainzer Universität wurde er 1758 zum Dr. theol. promoviert.
Köhler übernahm 1765 neben seiner seelsorgerischen Aufgabe auch die Tätigkeit als Lehrer der Theologie im Mainzer Benediktinerkloster. 1786 oder 1787 wurde er als Professor der Pastoraltheologie und Liturgik an die Mainzer Universität berufen. Er war der zweite Inhaber dieses Lehrstuhls. Dort lehrte er bis zur Aufhebung der Universität durch die Franzosen 1798. Köhler war zudem Mitglied der Akademie gemeinnütziger Wissenschaften zu Erfurt.
Köhler bat, nachdem das Kloster 1802 aufgehoben worden war, 1809 um Aufnahme in den Mainzer Diözesanklerus. In dieser Zeit trat er wieder als Johann Stephan Köhler auf. Er hatte in der Franzosenzeit revolutionären Ideen angehangen und die Publikation Bekenntnis zur fränkischen Republik verfasst. Bischof Joseph Ludwig Colmar rügte dieses Werk nachdrücklich und verlangte zur Wiederaufnahme in den kirchlichen Dienst zuerst einen schriftlichen Widerruf.

## Zitat
„Der Seelsorger hat als Lehrer die Glaubens- und Sittenlehren gründlich und überzeugend vorzutragen: zweifelhafte Fälle zu untersuchen, zu berichtigen, und den gefährlichen beizeit vorzubeugen. Als Richter hat er die Handlungen seiner Untergebenen nach Vorschrift der Vernunft, der hinterlegten Gesetze und Verordnungen zu beurtheilen und zu bestimmen. Als Arzt hat er die zur Seelengenesung schicklichsten Mittel auszusuchen und vorzuschreiben. Als Tröster muß er die verschiedenen Bedürfnisse seiner Gemeinde kennen, und zugleich die Mittel in Bereitschaft haben, dieselben entweder zu heben, oder wenigstens zu lindern. Als Hirt muß er über seine Heerde sorgfältig wachen, dieselbe auf eine gute Weide führen, und vor aller schädlichen bewahren. Als Ausspender der Heilsgeheimnisse, hat er die durch das Blut Jesu Christi kräftig gewordenen Heilsmittel den wohl Vorbereiteten auszutheilen; Andern aber vorzuenthalten, und für sich selbst dieselben würdig und anständig zu behandlen.
Welch tiefe Menschenkenntniß und Einsicht muß also nicht ein Seelsorger haben, um die ihm anvertraute Heerde recht zu kennen? Wie viele Erfahrung, wie viele Vernunft gehört nicht dazu, um in diesem wichtigen Geschäfte durch die Verstellung der Heuchler nicht betrogen zu werden? Welch stets anhaltender Eifer, um in diesem mühsamen Felde nicht zu ermüden? Welch praktische Wissenschaft, ungemeine Klugheit, und Gegenwart des Geistes werden nicht erfodert, um allzeit das Richtigste und Beste zu treffen?“

## Schriften (Auswahl)
- Principia Theologiae Liturgicae, Wailandt, Mainz 1788.
- Anleitung zum praktischen Unterricht künftiger Seelsorger in dem mainzer hohen Erzstifte, Universitätsbuchhandlung, Mainz 1789.
- Anleitung für praktische Seelsorger am Kranken und Sterbebette, Universitätsbuchhandlung, Mainz 1792.
- Anleitung für praktische Seelsorger im Beichtstuhle, Andreä, Frankfurt am Main 1796.